# 대한민국 국가지질공원

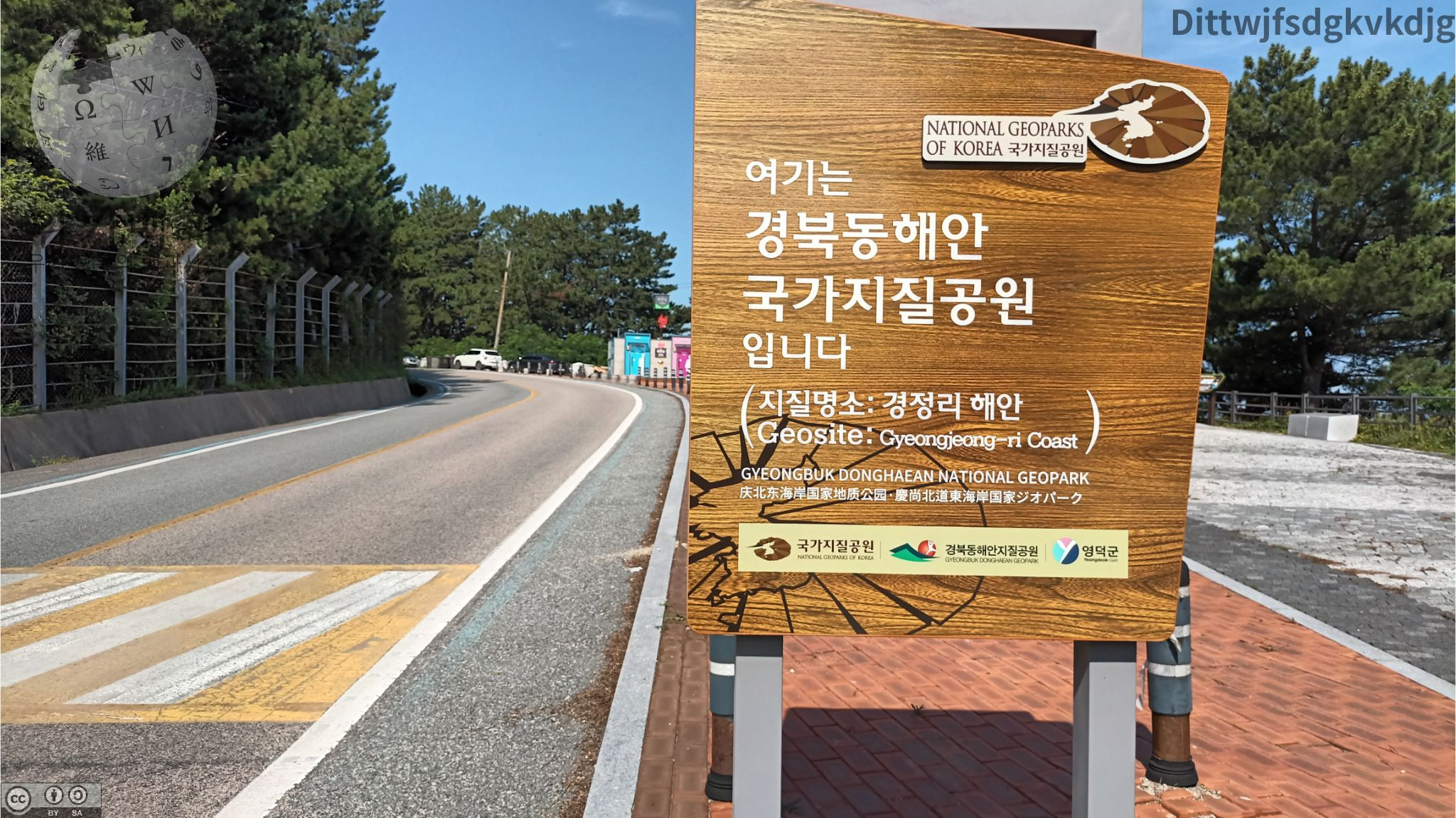
경북동해안 국가지질공원의 안내판. 해당 지역에는 경상 누층군 울련산층이 분포한다.

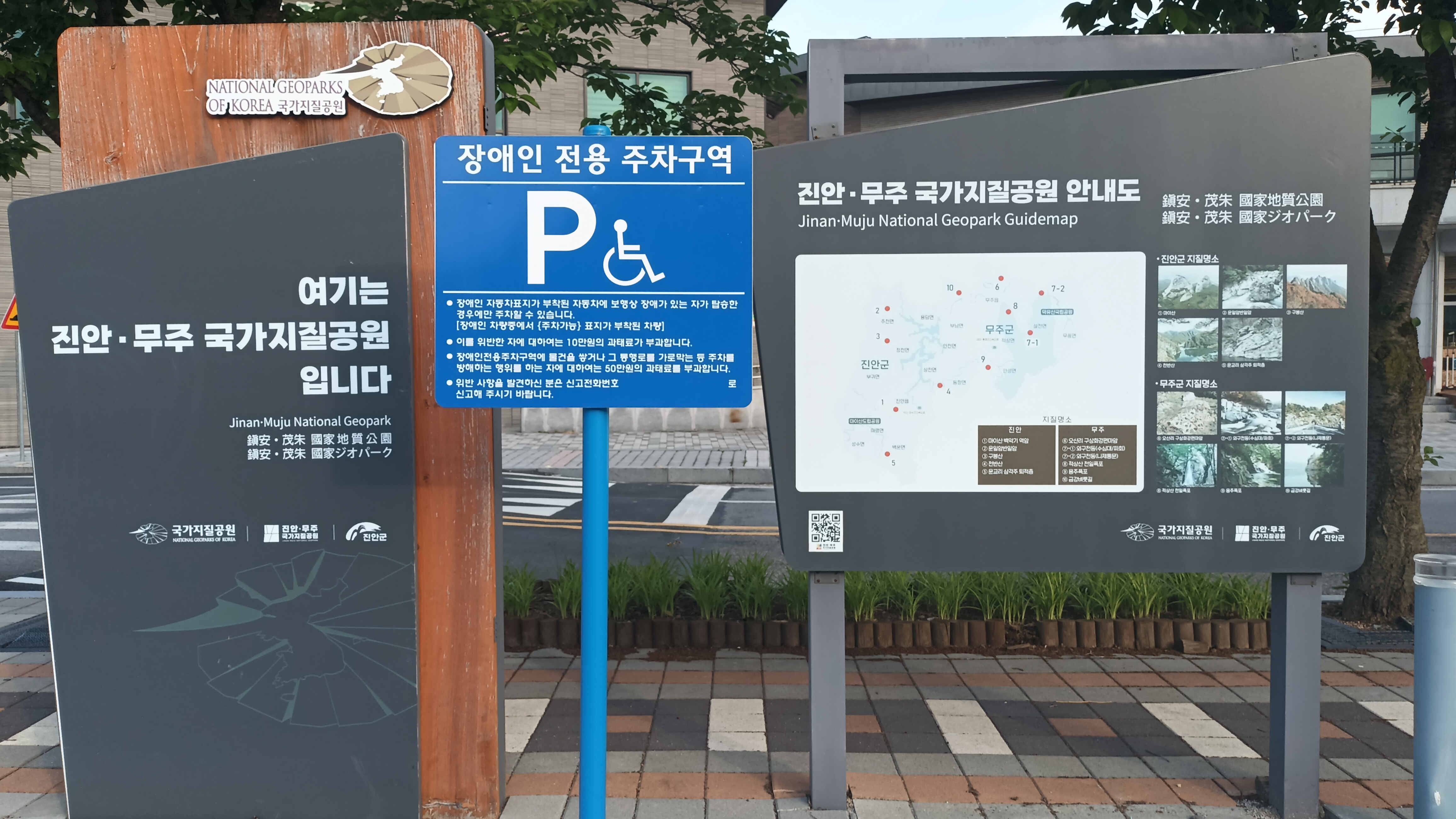
마이산의 진안무주 국가지질공원 안내 표지

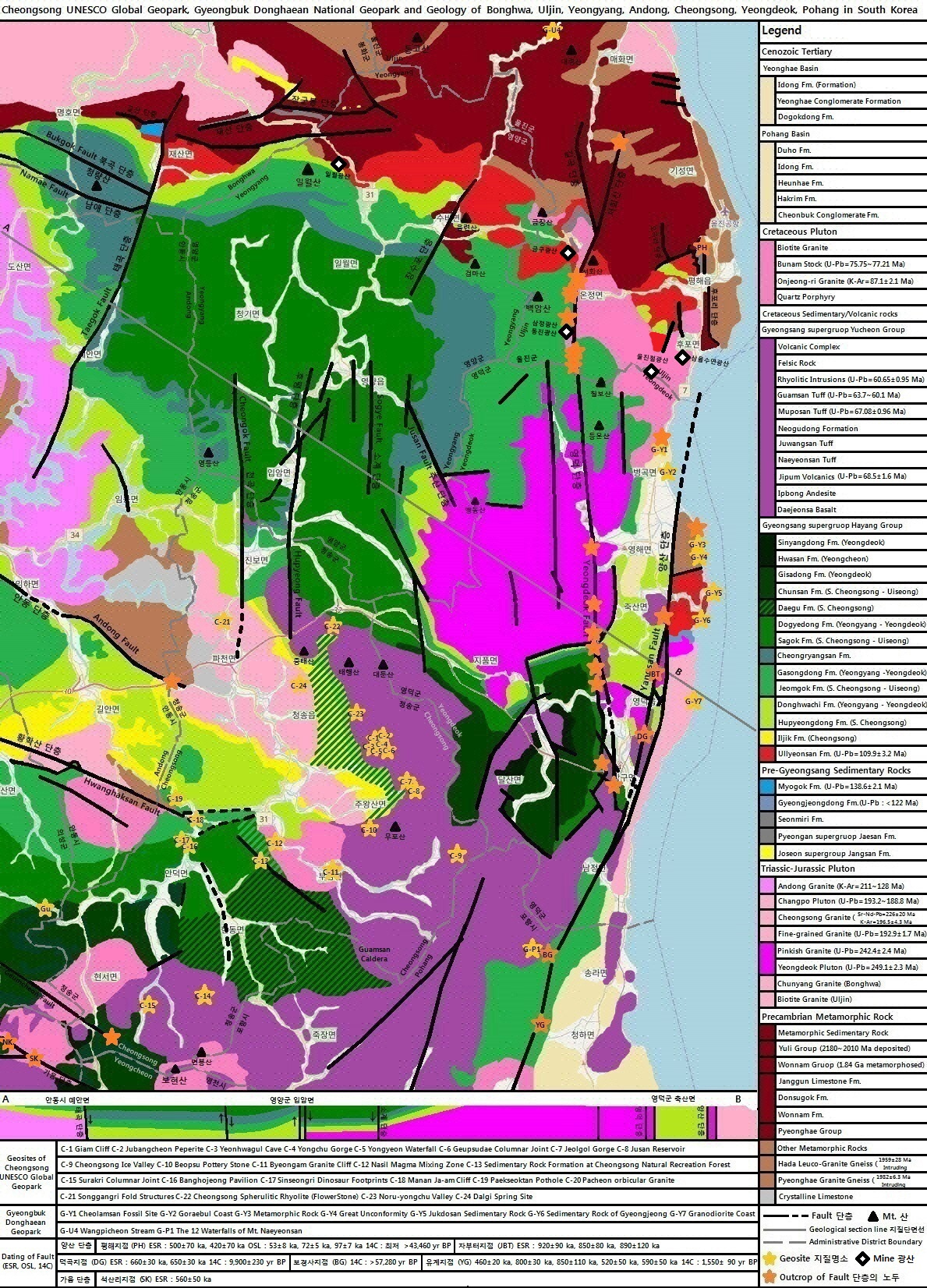
경상북도 울진군, 봉화군, 영양군, 안동시, 청송군, 영덕군, 포항시의 지질 및 청송 유네스코 세계지질공원과 경북동해안 국가지질공원의 지질도

대한민국 국가지질공원(大韓民國國家地質公園, National Geoparks of Korea)은 대한민국에서 지구과학적으로 중요하고 경관이 우수한 지역으로서 이를 보전하고 교육, 관광 사업에 활용하기 위하여 대한민국 환경부 장관이 인증한 공원이다.

## 같이 보기
- 한국의 지질
- 환경부
- 국립공원공단
- 세계지질공원